# Stazione di Bari Centrale
La stazione di Bari Centrale è la principale stazione ferroviaria del capoluogo pugliese, ubicata in piazza Moro, nel quartiere murattiano della città, di cui è il principale punto di accesso e riferimento.

## Storia
La stazione nasce nel 1864 in una zona all'epoca in piena espansione. Costruita come una tipica stazione di transito presentava una struttura caratterizzata da una tettoia a falde piane che copriva i due binari di corsa e quello di attraversamento con le relative banchine.
Lo stile del fabbricato viaggiatori privilegiava un linguaggio di caratteri essenziali e forme geometriche. La neonata stazione necessitò quasi subito di ampliamenti per l'enorme sviluppo del traffico ferroviario a cavallo tra i secoli XIX e XX.
Tra il 1865 e il 1906 furono aggiunti 5 binari e fu ingrandito il corpo centrale del fabbricato cui furono aggiunti alcuni edifici accessori. Una nuova serie di lavori di ampliamento si sono svolti tra il 1906 e il 1945 che ne mutarono l'aspetto e le dimensioni originarie. In particolare nel 1930 fu effettuata la sopraelevazione di un piano dell'edificio centrale e furono chiuse le rientranze presenti tra lo stesso e gli edifici laterali. Nell'atrio della biglietteria i pilastri furono sostituiti con colonne doriche in marmo.
A partire dal 1946 un nuovo piano regolatore della stazione portò a una nuova configurazione degli spazi.
Negli anni duemila Bari Centrale è stata inserita nel programma di riqualificazione degli scali italiani gestiti da Grandi Stazioni. In particolare sono stati svolti dei lavori finanziati con 12 milioni di euro (per il 90% forniti dal Ministero delle infrastrutture) che hanno compreso la ristrutturazione dei tre sottopassaggi, i quali, essendo per la città un corridoio fondamentale per il collegamento del quartiere Murat con gli altri quartieri urbani, sono stati ampliati (dai precedenti tre metri di larghezza si è passati a cinque metri), dotati di un ascensore per ogni banchina e di scale mobili per l'accesso all'antico e al nuovo fabbricato viaggiatori, il quale è stato costruito lungo Via Capruzzi per 140 metri ed è organizzato su tre livelli, i quali possono ospitare nuovi servizi per i viaggiatori ed uffici, che avranno una veduta completa del cosiddetto estramurale, in virtù della facciata completamente in vetro.
La stazione di Bari Centrale è da sempre un hub strategico per il trasporto urbano del capoluogo e del suo hinterland, in virtù delle molteplici aziende di trasporto pubblico che vi operano, tra cui Trenitalia, le Ferrovie del Sud Est, che operano all'interno del fabbricato principale nella loro divisione ferroviaria e presso Largo Ignazio Ciaia (a 200 metri dalla stazione centrale) nella loro divisione automobilistica, le Ferrovie del Nord Barese, attraverso cui è raggiungibile in circa quindici minuti l'Aeroporto Internazionale "Karol Wojtyla", le Ferrovie Appulo Lucane, unico collegamento ferroviario attivo e pienamente funzionante con la città di Matera, tutte collegate attraverso il rinnovato sottopassaggio giallo, e l'azienda di trasporto pubblico urbano Amtab, la quale fa confluire la maggior parte delle sue linee proprio in Piazza Moro, su cui si affaccia il fabbricato viaggiatori del 1864.
Nel 2023 la stazione è stata adeguata con l'istituzione del binario 11 per l'attestamento dei treni della ferrovia Bari-Bitritto, attivata dopo 35 anni di lavori. Sono stati inoltre avviati nel 2023 i lavori per la costruzione del nuovo terminal bus adiacente alla stazione dal lato di via Capruzzi per snellire il traffico sulla via, occupata da tutti gli autobus extraurbani in partenza dalla città.

## Strutture e impianti

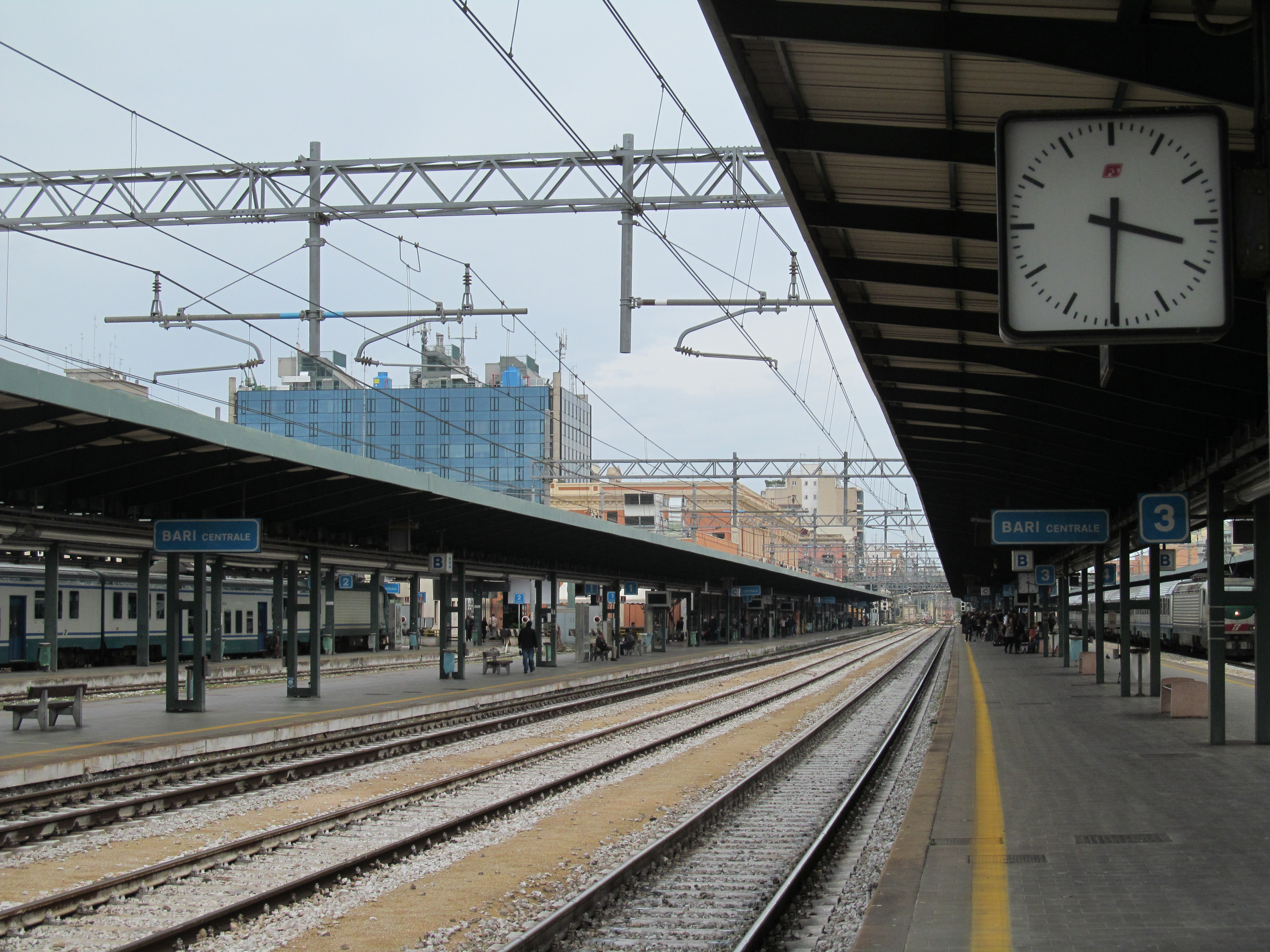
I binari della stazione di Bari

La stazione, nata come di transito, si è negli anni adattata alle esigenze della circolazione acquistando un piazzale che permette l'accesso a 17 binari: 10 passanti, di cui 1 per le manovre compreso tra il binario 1 e il binario 3, più 7 di testa (dal 1º al 5º ovest, più il binario tronco della Bari - Taranto e il binario 11 istituito per la Bari - Bitritto), per un totale di oltre 300 treni che fermano nella stazione ogni giorno. Il fascio principale di stazione ospita anche due binari tronchi che fungono da capolinea per le linee delle Ferrovie del Sud Est, attivati il 27 dicembre 1974, facendo arrivare il totale di binari tronchi a 9.
Tuttora è presente all'interno della stazione una cappella cattolica, costruita in occasione dei mondiali di calcio e inaugurata il 16 maggio 1990.
Le Ferrovie del Nord Barese e le Ferrovie Appulo Lucane sono situate terminal prossimi al fabbricato viaggiatori, che si affacciano anch'essi su piazza Aldo Moro. La prima ospita il collegamento diretto per l'aeroporto, attivato nel luglio 2013.
Secondo il progetto regionale, l'interconnessione al livello di Fesca - San Girolamo delle reti RFI e Ferrotramviaria dovrebbe permettere ai treni della Ferrotramviaria di arrivare sul Binario 5 Ovest di Bari Centrale RFI, consentendo una migliore gestione del traffico e un aumento della frequenza della linea. Inoltre, un progetto simile è in attuazione anche con le Ferrovie del Sud Est, in via del riassetto del nodo sud della stazione di Bari Centrale per consentire ad esse di utilizzare l'intero piano della stazione (come già accade a Taranto, dove anche lì in precedenza si usavano dei binari tronchi dedicati, Lecce e Francavilla Fontana) anziché due binari tronchi singoli dedicati.

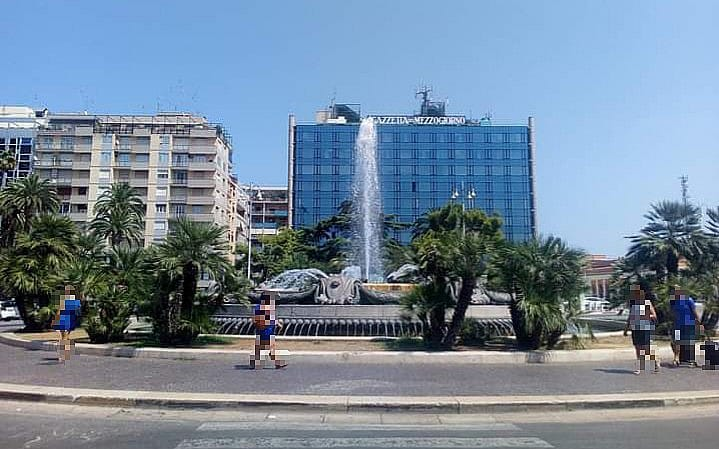
La fontana monumentale in piazza Aldo Moro (ex Piazza Roma)

## Movimento
Il traffico è di 38 000 passeggeri al giorno e 14 milioni l'anno. La maggior parte degli utenti appartiene al traffico pendolare.
Bari Centrale è servita da treni a lunga percorrenza effettuati da Trenitalia e Italo-Nuovo Trasporto Viaggiatori, da servizi regionali svolti anch'essi da Trenitalia e dalle Ferrovie del Sud Est nell'ambito dei contratti di servizio stipulato con la Regione Puglia, nonché dal servizio ferroviario metropolitano di Bari.

## Servizi

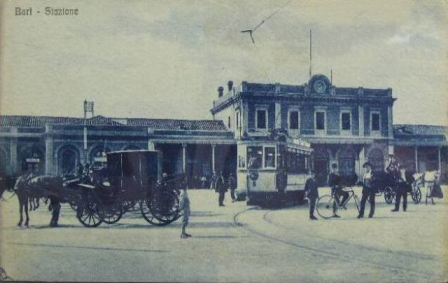
Come appariva la stazione di Bari Centrale nel 1920

Per quanto riguarda i servizi rivolti alle persone a ridotta mobilità, quella di Bari Centrale è una delle quattordici stazioni master nazionali e dunque ospita una "sala blu", luogo in cui opera personale specializzato per l'assistenza a tali utenti e in cui si organizza, si coordina e si sovrintende alla gestione dei servizi a loro rivolti. 
La stazione dispone di: 
- Biglietteria a sportello e automatica
- Sala d'attesa
- Deposito bagagli con personale
- Servizi igienici
- Accessibilità per portatori di handicap
- Fermata autolinee urbane AMTAB ed extraurbane
- Parcheggio di scambio FS Park
- Posto di Polizia ferroviaria
- Ufficio informazioni turistiche
- Bar

## Interscambi
Il piazzale antistante la stazione è servito dalle autolinee urbane gestite dall'AMTAB.
Fra il 1910 e il 1948 era presente un capolinea della rete tranviaria cittadina, in seguito sostituita da una serie di filovie.
- Stazione ferroviaria (Bari Centrale FAL, Bari Centrale FT)
- Fermata autobus extraurbani
- Stazione taxi